# Золотий ешелон
«Золотий ешелон» — радянський пригодницький художній фільм 1959 року, знятий на Кіностудії ім. М. Горького.

## Сюжет
1919 рік. У Сибіру йде громадянська війна. Користуючись повною плутаниною, адмірал Колчак хоче вивезти за кордон частину золотого запасу країни. У найостанніший момент про це дізнаються більшовики. Вони вирішують перехопити ешелон, але не встигають як слід підготувати операцію… Але все ж шанс є. Врятувати ситуацію може дівчина Надя, в яку палко закоханий начальник поїзда… Кілька кілометрів залізничних колій до кордону стають полем битви між білими та червоними.

## У ролях
- Василь Шукшин —  Андрій Низовцев
- Олена Добронравова —  Надя
- Харій Лієпіньш —  Іштван
- Павло Усовніченко —  Билінкін
- Степан Крилов —  Никанор Іванович
- Валентина Бєляєва —  мати Наді, Серафима Іванівна
- Аркадій Трусов —  Ліпатов
- Сюй Сяо-Чжун —  Лі Чан
- Я. Пехура —  Тадеуш
- Б. Штепанек —  Поспєшил
- Михайло Зимін —  Ромашкін
- Валентин Грачов —  Тишка
- Анатолій Юшко —  Черних
- Олександр Толстих —  Крутіков
- Петро Вишняков —  Желтков
- Г. Колчицький —  Скайф
- Віктор Кольцов — Семицвєтов
- Ольга Жизнєва —  Семтцвєтова
- Михайло Козаков —  Черемісов
- Євген Кузнєцов —  Бєлокопитов
- Сергій Папов —  генерал Моріс Жанен
- Олексій Краснопольський —  генерал Альфред Нокс
- Олександр Шатов —  адмірал Олександр Васильович Колчак
- Володимир Трошин — епізод
- Аркадій Вовсі — епізод
- Олексій Ванін — епізод

## Знімальна група
- Режисер: Ілля Гурін
- Художній керівник:  Леонід Луков
- Автор сценарію: Леонід Тур, Петро Тур
- Оператор: Міліца Богаткова
- Художник-постановник: Костянтин Урбетіс
- Композитор: Кара Караєв
- Монтаж: Лідія Жучкова
- Звукорежисер: Валентин Хлобинін